# Tömörd
Tömörd je obec v župě Vas v Maďarsku. Žije zde 272 obyvatel.

## Geografie

### Sousední obce
| Růžice kompasu | Kiszsidány |              | Csepreg | Růžice kompasu |
| Růžice kompasu | Kőszegpaty | Sever        |         | Růžice kompasu |
| Růžice kompasu | Kőszegpaty | Tömörd       |         | Růžice kompasu |
| Růžice kompasu | Kőszegpaty | Jih          |         | Růžice kompasu |
| Růžice kompasu |            | Vasasszonyfa | Meszlen | Růžice kompasu |